# Yáscara Moreno
Yáscara Moreno Flores (Loreto; 7 de julio de 1986) es una empresaria, abogada y política boliviana. Actualmente cumple el cargo como alcaldesa municipal de Loreto. Fue gobernadora por el Departamento del Beni, desde el 12 de julio de 2020 hasta el 13 de mayo de 2021 durante el gobierno de Luis Arce.